# Панхардова полуга
Панхардова полуга учвршћује осовину односно онемогућује њено лево-десно кретање а ипак дозвољава њено кретање горе-доле. Панхардову полугу је изумео почетком 20 века француски произвођач аутомобила Панхард отуда и њен назив.